# Herpestes ichneumon
Pour les articles homonymes, voir ichneumon.
Espèce
Statut de conservation UICN

 LC  : Préoccupation mineure
La mangouste ichneumon (Herpestes ichneumon), mangouste d'Égypte (de l'anglais Egyptian mongoose) est improprement dénommée rat des pharaons (car ce n'est pas un rongeur) mais c'est une espèce de carnivore qui ne se trouve plus guère en Égypte mais est présente plus en amont dans les vallées des deux Nils et dans les savanes d'Afrique orientale. On la trouve aussi sous les dénominations espagnole de meloncillo et portugaise de saca-rabo. Elle avait dès l'Antiquité une réputation de destructeur de serpents.

## Logement et distribution
Originaire des prairies tropicales et subtropicales, des savanes et des zones arbustives d'Afrique et du bassin méditerranéen en Afrique du Nord, au Moyen-Orient et dans la péninsule ibérique, En Afrique du Nord, son habitat se trouve dans les arbustes et les prairies à proximité des vallées et des figuiers de Barbarie et des mûriers, où il se cache. En Algérie, il a été largement documenté dans les gouvernorats côtiers du nord de l'Algérie.
On ne sait pas vraiment si cette espèce est introduite ou indigène dans la péninsule ibérique. En raison de sa présence généralisée, elle est classée dans la catégorie « préoccupation mineure » sur la Liste rouge de l'UICN.

## Europe
En Europe, la mangouste ichneumon est présente dans la péninsule ibérique, où elle aurait été introduite pendant l'occupation arabe[Selon qui ?] du territoire (qui se prolongea de 711 jusqu'en 1492, plus longtemps dans certaines zones que dans d'autres) et la période de domination musulmane d’El Andalus. Les Arabes[réf. nécessaire] et surtout les Berbères d'Al-Andalus ont peut-être introduit cette mangouste, ainsi que probablement la genette (Genetta genetta), comme chasseur de rats. Quelques individus, échappés de la captivité, auraient alors subi un processus de marronnage. Elle subsiste aussi sur le littoral maghrébin et dans le delta du Nil.

## Mythologie égyptienne
Dans la mythologie égyptienne, le dieu Rê se transforme en ichneumon géant (plus de 24 mètres) pour lutter contre le serpent Apophis. Le culte de l'ichneumon est attesté dans diverses villes de l'Égypte antique : Héliopolis, Bouto, Saïs, Athribis, Bubastis, Hérakléopolis, etc. De nombreuses momies d'ichneumon ont été retrouvées.

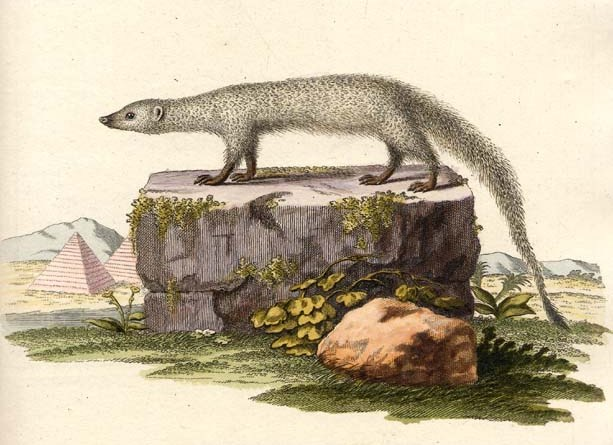
Herpestes ichneumon vu par Johann Christian Daniel von Schreber, en 1780
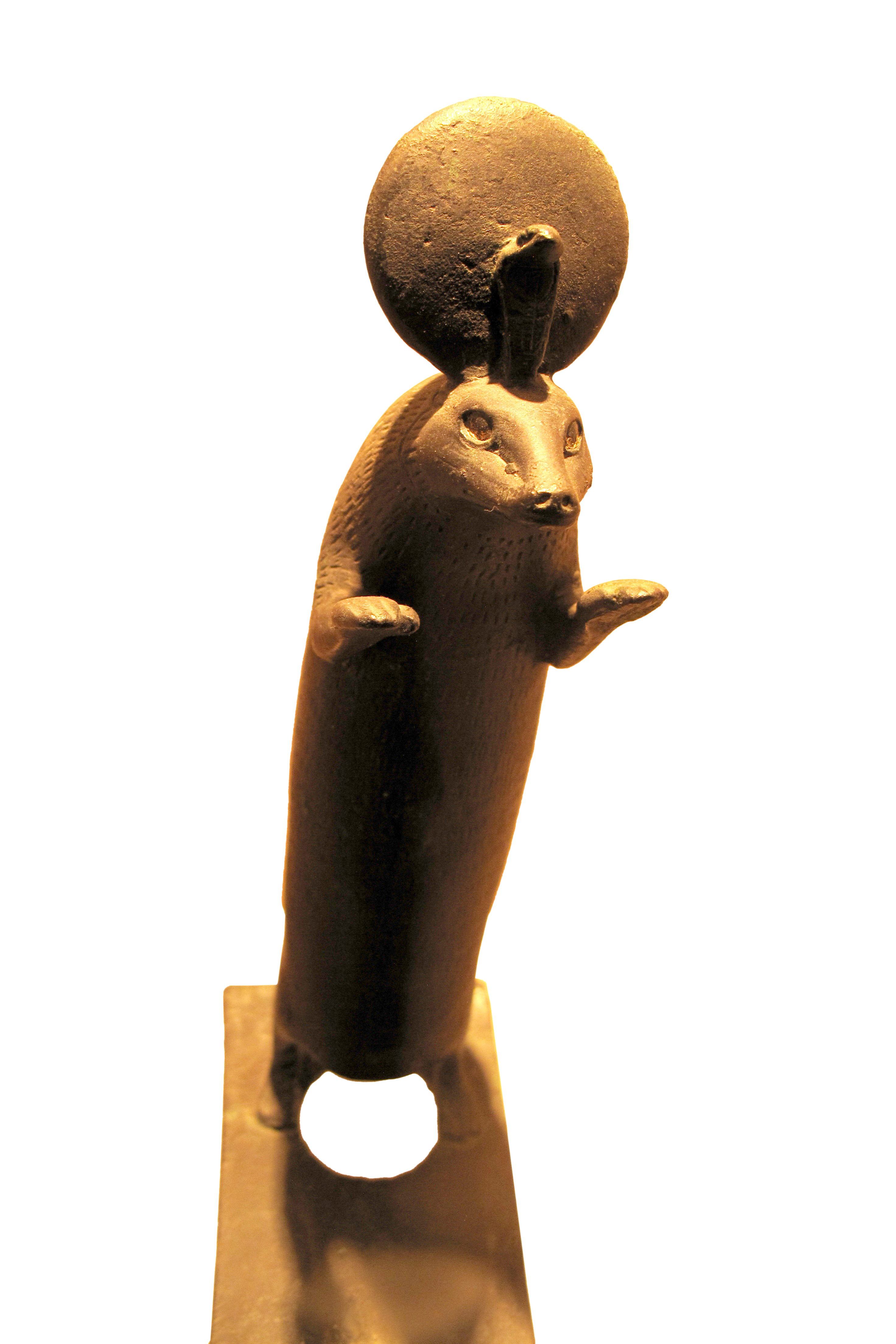
Statuette d'ichneumon coiffé de l'uræus et du disque solaire. Bronze, époque ptolémaïque.

## Dans la littérature

### Littérature antique
Dans son Enquête, Hérodote fait mention du rat sacré lors de son récit sur le prêtre d'Héphaistos et roi d'Égypte Séthon. 
Voici l'extrait concerné :
"Après lui régna, dit-on, le prêtre d'Héphaistos, qui s'appelait Séthon. Celui-là n'eut que mépris pour la classe des guerriers, dont il pensait n'avoir jamais besoin ; entre autres outrages qu'il leur infligea, il les dépouilla de leurs terres alors que, sous les rois précédents, ils en avaient reçu chacun douze aroures, à titre spécial.
Par la suite, quand Sennachérib, roi d'Arabie et d'Assyrie, marcha sur l'Égypte avec une armée nombreuse, les guerriers égyptiens refusèrent tout secours à leur roi. Le prêtre, en cette extrémité, pénétra dans le temple et vint aux pieds de la statue de son dieu gémir sur les malheurs qui le menaçaient. Au milieu de ses lamentations, le sommeil le prit et il crut voir en songe le dieu, debout près de lui, l'encourager et lui promettre qu'il ne lui arriverait aucun mal s'il marchait contre l'armée des Arabes. Il lui enverrait lui-même des défenseurs.
Confiant en ce songe et accompagné des Égyptiens qui voulurent bien le suivre, Séthon établit son camp à Péluse, qui est la porte de l'Égypte ; aucun des guerriers ne se joignit à lui, mais seulement des commerçants, des artisans et des boutiquiers. Quand les ennemis arrivèrent devant Péluse, les rats des champs envahirent leur camp pendant la nuit et rongèrent leurs carquois, leurs arcs, et même les courroies de leurs boucliers, si bien que le lendemain, dépouillés de leurs armes, ils durent prendre la fuite et périrent en grand nombre. Aujourd'hui encore on voit dans le temple d'Héphaistos une statue en pierre de ce roi, qui porte un rat sur la main ; une inscription lui fait dire : "Regardez-moi, et soyez pieux" ".

### Littérature contemporaine
L'ichneumon est mentionné par Montaigne dans l'Apologie de Raimond Sebond comme un ennemi du crocodile, dont selon Buffon, il mange les œufs. 
L'ichneumon est évoqué dans une des aventures de Sherlock Holmes.